# Exephanes fulvescens
Exephanes fulvescens är en stekelart som beskrevs av Vollenhoven 1875. Exephanes fulvescens ingår i släktet Exephanes och familjen brokparasitsteklar. Inga underarter finns listade i Catalogue of Life.